# Нерав
Нерав или Нераф (на македонска литературна норма: Нерав) е село в Северна Македония, в община Крива паланка.

## География
Селото е разположено в северното подножие на планината Герман на река Пчиня.

## История
В края на XIX век Нерав е българско село в Прешовска каза на Османската империя. Според статистиката на Васил Кънчов („Македония. Етнография и статистика“) от 1900 г. Нерав е населявано от 390 жители българи християни.
Цялото християнско население на селото е под върховенството на Цариградската патриаршия. Според патриаршеския митрополит Фирмилиан в 1902 година в Нерав има 80 сръбски патриаршистки къщи. По данни на секретаря на Българската екзархия Димитър Мишев („La Macédoine et sa Population Chrétienne“) в 1905 година в Норав има 560 българи патриаршисти сърбомани.
При избухването на Балканската война в 1912 година един човек от Нераф е доброволец в Македоно-одринското опълчение.
По време на Първата световна война Нерав е част от Германска община в Кривопаланска околия и има 699 жители.
Според преброяването от 2002 година селото има 175 жители, всички северномакедонци.